# Лицо со шрамом (фильм, 1983)
«Лицо со шрамом» (англ. Scarface) — американская криминальная драма 1983 года режиссёра Брайана Де Пальмы по сценарию Оливера Стоуна с Аль Пачино в главной роли. Это ремейк фильма 1932 года, в свою очередь основанного на романе, впервые опубликованном в 1930 году Армитиджем Трэйлом. В фильме снимались Стивен Бауэр, Мишель Пфайффер, Мэри Элизабет Мастрантонио, Роберт Лоджа, Мириам Колон, Ф. Мюррей Абрахам и Харрис Юлин. В фильме рассказывается история кубинского беженца Тони Монтаны (Пачино), который прибывает в Майами во время Мариэльского исхода и становится могущественным наркобароном.
Пачино заинтересовался ремейком версии 1932 года, после того как увидел его, и они с продюсером Мартином Брегманом приступили к его разработке. Первоначально режиссёром фильма был нанят Сидни Люмет, но его заменил Де Пальма, который нанял Стоуна для написания сценария. Де Пальма посвятил эту версию «Лица со шрамом» воспоминаниям Говарда Хоукса и Бена Хекта, соответственно, режиссёра и сценариста оригинального фильма. Съёмки проходили с ноября 1982 по май 1983 года в Лос-Анджелесе и Майами. Саундтрек к фильму был написан Джорджио Мородером.
Премьера фильма «Лицо со шрамом» состоялась в Нью-Йорке 1 декабря 1983 года, а 9 декабря 1983 года он был выпущен компанией Universal Pictures. Фильм собрал 45 миллионов долларов в домашнем прокате и 66 миллионов долларов по всему миру. Несмотря на первоначальный прохладный приём критиков, фильм стал коммерчески успешным. Первоначальная реакция критиков была негативной из-за чрезмерного насилия, ненормативной лексики и откровенных сцен употребления наркотиков. Некоторые кубинские эмигранты в Майами возражали против изображения кубинцев в фильме как преступников и наркоторговцев. В последующие годы некоторые критики переоценили его, считая его одним из величайших гангстерских фильмов всех времён. Сценаристы и режиссёры, такие как Мартин Скорсезе, хвалили фильм, и он широко использовался в поп-культуре, особенно в хип-хоп культуре/гангста-рэп, а также в комиксах, телевизионных программах и видеоиграх. Фильм считается культовой классикой.
Поначалу получивший разгромные отзывы от критиков, современными киноведами «Лицо со шрамом» расценивается как один из величайших гангстерских кинофильмов в истории.
Бюджет составил 37 млн долларов. Кассовые сборы составили:
- В США: 45 408 703 долларов
- В мире: 20 476 000 долларов
- За первый уик-энд в США: 4 597 536 долларов

## Сюжет
В 1980 году кубинский беженец и бывший заключённый Тони Монтана прибывает в Майами в составе лодочной экспедиции «Мариэль», откуда его отправляют в лагерь беженцев вместе с его лучшим другом Мэнни Риберой и их спутниками Энджел и Чи-Чи. Вскоре всех четверых освобождают и выдают грин-карты в обмен на убийство бывшего высокопоставленного приспешника Фиделя Кастро, по просьбе наркобарона Майами Фрэнка Лопеса. Тони и Мэнни находят работу посудомоек в ресторане, но вскоре разочаровываются; Тони говорит, что он создан для чего-то большего. Правая рука Фрэнка, Омар Суарес, посылает четвёрку за кокаином к колумбийским дилерам. Эта сделка оказывается подставой: колумбийцы берут Тони и Энджела под прицел, после чего прямо на глазах у Тони расчленяют Энджела бензопилой. Затем колумбийцы хотят расчленить и Тони, но Мэнни и Чи-Чи спасают его. Втроём они убивают наркодилеров и лично доставляют найденные наркотики и деньги Фрэнку, подозревая, что Омар их подставил.
Тони и Мэнни начинают работать на Фрэнка. В то же время Тони начинает нравиться девушка Фрэнка, Эльвире. Позже Тони навещает свою мать и младшую сестру Джину. Выражая надежду на облегчение жизни семьи, Тони дарит своей матери 1000 долларов, утверждая, что зарабатывает деньги «политическими средствами». Но мать Тони видит его ложь насквозь и в ярости прогоняет его. Джина, невзирая на запрет матери, выходит проводить Тони, а тот всё же передаёт деньги сестре. Мэнни увлекается Джиной, но Тони предупреждает его держаться подальше, поскольку всё ещё считает Джину ребёнком.
Фрэнк отправляет Тони и Омара в Кочабамбу, Боливия, на встречу с кокаиновым воротилой Алехандро Сосой. Во время встречи Омар недоволен тем, что Тони заключает крупную сделку без одобрения Фрэнка. Позже Соса приказывает своим людям сбросить Омара с вертолёта, сказав Тони, что Омар был полицейским осведомителем и что Фрэнк поступил опрометчиво, доверившись ему. Тони ручается за организацию Фрэнка и заявляет о своей лояльности; Соса проникается симпатией к Тони и соглашается на сделку, но предупреждает Тони никогда не обманывать его.
Видя, что Фрэнк взбешён смертью Омара, и зная о размере сделки с Сосой, Тони организует собственную торговлю кокаином. Мел Бернстайн, коррумпированный детектив, работающий на Фрэнка, пристаёт к Тони в ночном клубе, вымогая у него деньги за защиту полиции. В этом же клубе Тони замечает, что Джина общается с мужчиной, и грубо прогоняет ухажёра сестры, когда видит, что он лапает её. Пока Мэнни отвозит Джину домой, киллеры в клубе пытаются убить Тони. В ходе перестрелки Тони получает пулевое ранение, но всё же убивает киллеров и скрывается.
Позже в офисе Фрэнка Тони противостоит Фрэнку и Бернстайну, уверенный, что они стоят за нападением; Фрэнк под дулом пистолета признаётся в своей причастности и умоляет сохранить ему жизнь. Тони соглашается, но тут же приказывает Мэнни застрелить Фрэнка, а сам убивает Бернстайна. После устранения Фрэнка Лопеса Тони женится на Эльвире, становится дистрибьютором продукции Сосы и использует свою прибыль для создания многомиллионной империи и большого, тщательно охраняемого поместья.
В 1983 году федеральные агенты проводят операцию по отмыванию денег, в результате которой Тони обвиняют в уклонении от уплаты налогов и ему грозит тюремное заключение. Соса предлагает использовать свои связи в правительстве, чтобы спасти Тони от тюрьмы, но только если Тони поможет убить активиста, намеревающегося разоблачить операции Сосы с наркотиками. Во время ужина в престижном ресторане Тони, находясь в состоянии сильного алкогольного и наркотического опьянения, обвиняет Мэнни в своём аресте и Эльвиру в том, что она бесплодная наркоманка, из-за чего Эльвира в бешенстве уходит от мужа. Тони и приспешник Сосы, «Тень», отправляются в Нью-Йорк, чтобы убить активиста; Шэдоу подкладывает радиоуправляемую бомбу под его машину. Вдруг Тони видит, что вместе с активистом в машину с бомбой садятся его жена и дети. Несмотря на всю свою жестокость, Тони не может решиться убить ни в чём не повинных женщину и детей и пытается отменить нападение. Когда Шэдоу отказывается, Тони убивает его, прежде чем тот успевает взорвать бомбу. Затем Тони возвращается в Майами, и разъярённый Соса клянётся отомстить Тони за то, что он провалил задание и позволил активисту выступить с разоблачением.
По просьбе своей матери Тони, который находится под кайфом от кокаина, выслеживает Джину и находит её с Мэнни. В приступе ярости Тони стреляет в Мэнни, и только после этого он узнаёт, что Джина только что вышла за него замуж. Обезумевший Тони возвращается в своё поместье вместе с Джиной, а в это время люди Сосы начинают вторгаться на территорию и убивают охранников Тони одного за другим. В это время Тони в своём кабинете нюхает огромное количество кокаина и глубоко переживает об убийстве своего лучшего друга Мэнни, и тут в кабинет входит Джина в состоянии наркотического опьянения и с револьвером в руке. Джина, обвиняя Тони в том, что он хочет заполучить её для себя, стреляет в брата и ранит его, но её убивает один из людей Сосы, которого Тони убивает в ответ. После этого Тони нападает на захватчиков с винтовкой и гранатомётом, убивая многих из них, но сам получает множественные огнестрельные ранения. Обезумев от боли и от кокаина, Тони насмехается над нападавшими, а в это время в офис забирается солдат Сосы по прозвищу Скалл (именно он убил Омара Суареса) и убивает Тони, выстрелив ему в спину из ружья. Тело Тони падает с балкона в бассейн и остаётся лежать у основания земного шара с ироничной надписью «Мир у твоих ног».

## В ролях
| Актёр                      | Роль                   |
| -------------------------- | ---------------------- |
| Аль Пачино                 | Антонио (Тони) Монтана |
| Стивен Бауэр               | Маноло «Мэнни» Рибера  |
| Мишель Пфайффер            | Эльвира Хэнкок         |
| Роберт Лоджа               | Фрэнк Лопес            |
| Мэри Элизабет Мастрантонио | Джина Монтана          |
| Мириам Колон               | Джорджина Монтана      |
| Анхель Салазар             | Чи-Чи                  |
| Ф. Мюррей Абрахам          | Омар Суарес            |
| Пол Шенар                  | Алехандро Соса         |
| Харрис Юлин                | Мел Бернштейн          |
| Тед Бениадис               | Зейдельбаум            |

Среди других актёров: Тед Бениадес в роли Сайдельбаума, тайного полицейского; Джено Сильва в роли «Черепа», киллера, убившего Тони Монтану; Ричард Белзер в роли ведущего клуба «Вавилон»; Альберт Карриер в роли Педро Куинна, сахарного магната, работающего с Сосой; Виктор Миллан в роли Ариэля Блэйера, боливийского политика, работающего с Сосой; Роберто Контрерас в роли Эмилио Ребенги, кубинского эмигранта, которого убивает Монтана; и Грегг Генри в роли Чарльза Гудсона, американского соратника Сосы.
Постоянные актёры сериала Де Пальмаы Чарльз Дёрнинг и Деннис Франц озвучили сотрудников Службы иммиграции и натурализации, допрашивающих Монтану в начальной сцене, не вошедшие в титры. В фильме их озвучили Гарнетт Смит, Тони Перес и Джон Брэндон. Лана Кларксон, Анджела Эймс, Ава Лазар, Маргарет Майклс и Кэтт Ши появляются в качестве посетителей клуба «Вавилон». Юная модель Тэмми Линн Лепперт появляется в роли проститутки в сцене с бензопилой. Репортёр Марио Мачадо играет самого себя.

## Производство

### Разработка
Работа над фильмом «Лицо со шрамом» началась после того, как Аль Пачино посмотрел фильм 1932 года в театре «Тиффани», находясь в Лос-Анджелесе. Позже он позвонил своему менеджеру, продюсеру Мартину Брегману, и сообщил ему о своей вере в потенциал ремейка этого фильма. Пачино изначально хотел сохранить атмосферу исторической драмы, но понял, что из-за мелодраматизма фильма это будет сложно осуществить. Режиссёром фильма стал Сидни Люмет, который разработал идею сделать Монтану кубинцем, прибывшим в США во время операции «Мариэль».
Творческие разногласия Брегмана и Люмета привели к тому, что Люмет покинул проект. Люмет хотел снять более политизированную историю, обвинив нынешнюю президентскую администрацию в притоке кокаина в Соединённые Штаты Америки, но Брегман не согласился. Брегман заменил его Брайаном Де Пальмой и нанял сценариста Оливера Стоуна. Стоун видел оригинальный фильм «Лицо со шрамом» 1932 года, и он ему не понравился, поэтому он сначала отклонил предложение.
Однако после разговора с Люметом он согласился принять предложение, поскольку они согласились переделать фильм из исторической картины в современный. «У Сидни возникла отличная идея взять американский фильм о гангстерах 1930-х годов времён сухого закона и превратить его в современный фильм об иммигрантах, поднимающий те же проблемы, что и мы тогда: мы запрещаем наркотики вместо алкоголя. Запрет на наркотики создал тот же класс преступников, который (запрет на алкоголь) создал мафию». В книге «Опыт Оливера Стоуна» Стоун пишет: «Я не хотел снимать фильм об итальянской мафии… У нас были десятки подобных идей. Но потом Брегман подошёл ко мне и сказал: «У Сидни отличная идея — он хочет снять фильм о Мариэлито в Майами». Я ответил: «Интересно! Идея Сидни хорошая».
Стоун изучал сценарий, борясь с собственной кокаиновой зависимостью. Он и Брегман провели собственное исследование, отправившись в Майами, штат Флорида, где им предоставили доступ к документам из прокуратуры США и Бюро по борьбе с организованной преступностью. Стоун переехал в Париж, чтобы написать сценарий, полагая, что не сможет избавиться от своей зависимости в США. В интервью 2003 года он заявил, что в то время полностью отказался от наркотиков, «потому что, по-моему, кокаин не помогает писать. Он очень разрушителен для клеток мозга».
Среди других изменений в оригинальной истории было добавление персонажа Алехандро Сосы. Стоун списал его с Роберто Суареса Гомеса, боливийского наркобарона по прозвищу «Король кокаина».

### Кастинг
Пачино работал со специалистами по ножевому бою, тренерами и боксёром Роберто Дураном, чтобы добиться желаемого для роли телосложения. Дуран также вдохновил Пачино на создание персонажа, в котором, по словам Пачино, был «некий лев». Образ иммигрантки Мерил Стрип в фильме «Выбор Софи» (1982) также повлиял на образ Тони Монтаны, созданный Пачино. Бауэр и преподаватель диалекта помогли ему освоить особенности кубинского испанского языка и произношения.
В то время Пфайффер была неизвестной актрисой, известной прежде всего по роли в фильме «Бриолин 2»; и Пачино, и Де Пальма выступали против её участия в проекте, но Брегман боролся за её включение в него. Первоначально на эту роль была выбрана Гленн Клоуз, но рассматривались и другие кандидатуры, включая Джину Дэвис, Кэрри Фишер, Келли Макгиллис, Розанну Аркетт, Мелани Гриффит, Ким Бейсингер, Брук Шилдс, Шэрон Стоун и Сигурни Уивер.
Бауэр получил свою роль без прослушивания. Во время прослушивания кастинг-директор Эликс Гордин увидела Бауэра и сразу отметила, что он идеально подходит на роль Мэнни, с чем согласились и Де Пальма, и Брегман. Он был единственным кубинцем в основном составе. На эту роль рассматривался Джон Траволта.

### Съёмки
Съёмки фильма заняли 24 недели, с 22 ноября 1982 года по 6 мая 1983 года. Хотя действие фильма происходит в Майами, Совет по туризму Майами отклонил заявки на проведение съёмок там, опасаясь, что темы наркотиков и гангстеров в фильме могут отпугнуть туристов. Вместо этого большая часть фильма была снята в Лос-Анджелесе. Однако в апреле 1983 года одна сцена была снята в районе Фонтенбло в Майами-Бич. Сцена с бензопилой была снята на Оушен-Драйв в Майами-Бич. Вторая съёмочная группа во главе с Дэвидом Хансом Дрейфусом в течение одного дня снимала на пляже Коронадо в Сан-Диего, Калифорния. Роскошным особняком Тони был Эль-Фурейдис, особняк в римском стиле недалеко от Санта-Барбары, Калифорния.
Съёмки дважды останавливались из-за погодных условий в Калифорнии. В марте во время съёмок Пачино обжёг левую руку о дуло пистолета, из которого выстрелил, споткнувшись во время съёмок сцены драки. Съёмки были приостановлены более чем на неделю, пока Пачино восстанавливался. В результате преждевременного взрыва бомбы пострадали также два каскадёра во время съёмок сцены в его отсутствие.
Сцена перестрелки в конце фильма включает в себя одиночный кадр, снятый Стивеном Спилбергом, который в то время находился на съёмочной площадке. В качестве имитации кокаина в фильме использовалось порошкообразное детское слабительное средство. Спецэффекты были выполнены Кеном Пепиотом и Стэном Парксом.
По словам Де Пальмы, он организовал уход Стоуна со съёмочной площадки, поскольку последний мешал режиссёру, «разговаривая с актёрами на съёмочной площадке».

### Рейтинг
Менее чем за два месяца до выхода фильма, 28 октября 1983 года, ассоциация кинокомпаний присвоила фильму «Лицо со шрамом» рейтинг X за «чрезмерное и многократное насилие, а также ненормативную лексику».
К тому моменту Де Пальма уже трижды перемонтировал фильм. Де Пальма заявил: «Я сказал, что с меня хватит этих людей, и больше ничего не буду снимать». Брегман заявил газете The New York Times, что «наш фильм признали порнографическим… Мы примем рейтинг X и подадим апелляцию». Universal не стала выпускать фильм с рейтингом X из-за восприятия его как порнографического и снижения продаж билетов, вызванного как самими покупателями, так и большинством газет, теле- и радиостанций, которые не стали бы размещать рекламу фильмов с рейтингом X.
8 ноября апелляционная комиссия, состоящая из 20 владельцев кинотеатров, руководителей студий и независимых дистрибьюторов, отменила решение 17 голосами против 3 в пользу рейтинга R — более чем двух третей, необходимых для просмотра. Де Пальма посчитал, что изменения были достаточно незначительными, чтобы быть незаметными, и потребовал выпустить оригинальную версию фильма с этим рейтингом. Когда MPAA отказала, Де Пальма всё равно выпустил фильм без купюр, признав это лишь спустя несколько месяцев после выхода фильма.

## Альтернативные версии
- «American Broadcasting Company» отредактировала 32 минуты для показа фильма по телевидению в 1987 году[42]. Для телеверсии 1987 года были вырезаны сцены насилия и добавлены дополнительные материалы:
  - При появлении текста о лодке «Mariel» добавлена оговорка о том, что событие является вымышленным.
  - Расширенный эпизод в «Городе Свободы» — Тони в телефонном автомате пытается дозвониться до своей сестры Джины; Анхель ищет в телефонной книге своего брата Пабло; увеличенный разговор между Тони и Мэнни об их выходе из «Города Свободы»; Тони и Мэнни смотрят телевизор.
  - Тони проводит больше времени в доме матери, где он открывает шампанское и произносит тост за Америку.
  - Перед визитом Тони к Сосе на экране был изменён текст с «Cochabamba, Bolivia» на «South America»; во время этого визита Соса представляет Тони свою девушку Габриэлу.
  - Первая встреча Тони с адвокатом Джорджем.
  - Когда Альберто устанавливает бомбу под машину в Нью-Йорке, Тони замечает поблизости полицейских и отвлекает их под видом человека, потерявшего свою собаку.
- «British Board of Film Classification» вырезала 25 секунд для сертификации. В 2000 году вырезанные материалы отменили.
- Специальная версия заграничного издания фильма на DVD содержала следующие удалённые сцены:
  - Расширенная секция в «Городе Свободы»: Тони в телефонном автомате пытается дозвониться до своей сестры Джины; Анхель ищет в телефонной книге своего брата Пабло; увеличенный разговор между Тони и Мэнни об их выходе из «Города Свободы»; Тони и Мэнни смотрят телевизор.
  - Тони с Мэнни и двое других водителей проверяют девочек в Майами.
  - Во время посещения Южной Америки Тони обсуждает наркосделку с другими людьми; Соса представляет Тони свою девушку Габриэль.
  - Тони обсуждает наркосделку с людьми в ресторане.
  - Первая встреча Тони с адвокатом Джорджем.
  - Когда Альберто устанавливает бомбу под машину в Нью-Йорке, Тони замечает поблизости полицейских и отвлекает их под видом человека, потерявшего свою собаку.
- У платинового издания 2006 года есть DD 5.1 и DTS 5.1 с новыми звуковыми эффектами, которые были ранее доступны только в 2003 году на театральном перевыпуске фильма.
- В Великобритании только широкоэкранное видео и выпуски DVD являются не разрезанными. Они содержат удалённую часть убийства с бензопилой и репликой в сцене «And now the leg…!».
- Перед показом в кинотеатрах в Норвегии большая часть сцен убийства с бензопилой и перестрелки в конце фильма была сокращена, версия для продажи на DVD-дисках не разрезана.

## Награды
В 1984 году фильм был представлен к премии «Золотой глобус» в номинациях:
- Лучшая мужская роль (драма) — Аль Пачино
- Лучшая мужская роль второго плана — Стивен Бауэр
- Лучший саундтрек

В 1984 году режиссёр был представлен к антипремии «Золотая малина» в номинации:
- Худший режиссёр — Брайан Де Пальма

Ни одной из наград фильм удостоен не был.

## Саундтрек
Музыку к фильму написал итальянский композитор и диско-продюсер Джорджо Мородер. Брайан Де Пальма пригласил Мородера для работы над саундтреком, потому что режиссёру понравилась его музыка к фильму «Американский жиголо». Де Пальма хотел, чтобы Мородер написал к его фильму музыку в подобном стиле, с чем тот весьма неплохо справился. Саундтрек записан преимущественно в стиле новой волны и синти-попа.
14 июня 2022 года лэйбл «La-La Land Records» в рамках коллекции «Universal Pictures Film Music Classics» объявил о выпуске двухдискового издания оригинальной музыки к фильму Джорджо Мородера. Это релиз будет ограничен 5000 единиц.

## В культуре
- В компьютерной игре «Grand theft auto III» на радио «Flashback FM» играют песни «She’s on fire», «Shake It Up», «Push it to the limit», «I’m hot tonight», «Rush Rush», которые присутствуют в фильме. Также присутствует сюжетная параллель: и в игре, и в фильме жена процветающего дона мафии становится наркоманкой и сбегает от мужа.
- В компьютерной игре «Grand Theft Auto: Vice City» есть множество отсылок к фильму — потайная квартира с пятнами крови в ванной комнате, в которой можно получить бензопилу; клуб «Малибу» по интерьеру напоминает клуб «Вавилон» из фильма; дирижабль со слоганом из фильма («The World Is Yours — Мир принадлежит тебе»); основная сюжетная линия также весьма напоминает фильм, как и содержание заключительной миссии. Кроме того, главный кабинет Томми Версетти в его особняке и сам особняк почти в точности повторяют личный кабинет и особняк Тони Монтаны из фильма (за исключением выхода на балкон)[45].
- В игре «Grand Theft Auto: San Andreas» есть попугай ара по кличке Тони, который в одной из кат-сцен цитирует Тони Монтану.
- В игре «Hitman: Codename 47» для создания одного из персонажей, наркобарона Пабло Очоа, прототипом стал Тони Монтана. Внешний вид и поведение Очоа напоминает поведение Монтаны в финальных сценах фильма: употребление кокаина, сидя за столом. Название уровня «Say hello to my little friend!» скопировано из сцены фильма, когда со словами «Say hello to my little friend!» Монтана стреляет из подствольного гранатомёта в дверь, за которой стоят наёмники Алехандро Сосы.
- В 2005 году фраза Тони Монтаны «Say hello to my little friend!» («Поздоровайтесь с моим маленьким другом!») заняла 61-е место в сотне известных киноцитат по версии AFI. В 2008 году фильм вошёл в десятку величайших гангстерских фильмов по версии AFI.
- В 2006 году «Radical Entertainment» выпустила игру под названием «Scarface: The World is Yours» как продолжение фильма. Игра развивает сюжет по альтернативному финалу, в котором Тони не погибает, а благополучно сбегает из своего особняка. Позже в том же году разработчик «FarSight Studios» выпустила стратегию для портативной приставки PlayStation Portable под названием «Scarface: Money. Power. Respect.». Игра рассказывает сюжет фильма и является приквелом к «Scarface: The World is Yours».
- В октябре 2006 года компания «Living Mobile» выпустила мобильную игру «Scarface: The Rise of Tony Montana» для телефонов с поддержкой J2ME. Здесь, как и в «Scarface: Money. Power. Respect», представлен сюжет фильма. В игре была задействована изометрическая графика.
- В 2008 году выходит вторая версия игры «Scarface: Money. Power. Respect.» под издательством «Starwave Mobile» на КПК под управлением Windows Mobile. Игра отличается от своего аналога на PlayStation Portable — у неё другое повествование и стилистически она напоминает серию игр GTA от «Rockstar Games» и графически приближена к серии «Gangstar» от «Gameloft».
- В фильме «Такси 4» 2007 года финальная перестрелка похожа на смерть Тони Монтаны, однако снята она была в пародийном ключе.
- В 2009 году компания «Starwave Mobile» выпустила игру «Scarface: Last Stand» для телефонов с поддержкой J2ME. Игра ведётся от третьего лица, где игрок в роли Тони Монтаны отстреливает людей Сосы около и внутри особняка. В 2010 году игра была портирована на iOS командой из «Tricky Software». Геймплейно игра не претерпела никаких изменений, лишь сама графика стала в 3D.
- В мультфильме «Lego Звёздные войны: Падаванская угроза» С-3РО в одной из сцен говорит: «Познакомьтесь с моими маленькими металлическими друзьями!» (в оригинале «Say Hello to my metal friends!»).
- В 2012 году «Fuse Powered Inc.» выпустила игру для смартфонов под управлением Android и iOS под названием «Scarface». Главной задачей игры является постройка города и захват бизнеса по всему Майами. На данный момент сервера игры закрыты.
- В 2016 году для игры «Payday 2» вышло 2 DLC, связанных с фильмом — «Scarface Character Pack» и «Scarface Heist». В первое DLC входит Тони Монтана в качестве игрового персонажа и штурмовая винтовка Little Friend 7.62, во второе — ограбление, действие которого происходит в бывшем особняке Тони.
- В 2016 году исполнитель Agust D выпустил трек «Tony Montana» на своём первом альбоме «Agust D».

## Ремейк
В мае 2020 года стало известно, что «Universal Pictures» готовит к производству ремейк фильма. Режиссёром проекта станет Лука Гуаданьино.